# Grande Escarpa da África Austral

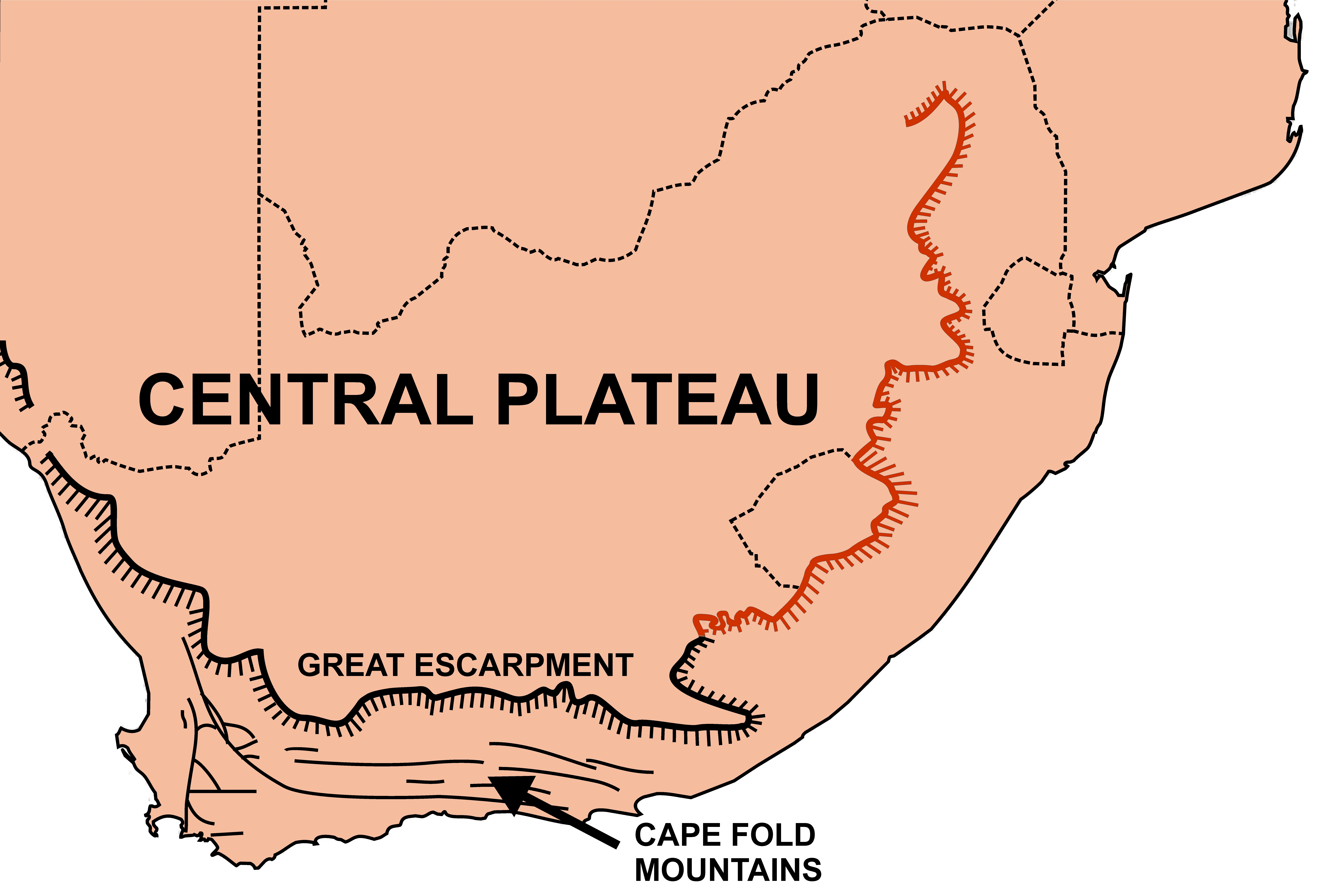
Um mapa da África do Sul mostra o planalto central delimitado pela Grande Escarpa e a sua relação com as Montanhas Dobradas do Cabo, no sul. A porção da Grande Escarpa mostrada em vermelho é oficialmente conhecida como Dracoberga (Drakensberg), embora a maioria dos sul-africanos pense no Dracoberga apenas como a porção da escarpa que forma a fronteira entre Cuazulo-Natal e Lesoto. Na Dracoberga a Grande Escarpa atinge sua altura máxima de mais de 3.000 metros

A Grande Escarpa da África Austral é uma importante feição topográfica na África que consiste nas encostas íngremes altas do planalto central da África Austral, descendo na direção dos oceanos que circundam a África Austral em três lados. Embora esteja predominantemente dentro das fronteiras da África do Sul, no leste a Grande Escarpa se estende para o norte para formar a fronteira entre Moçambique e o Zimbábue, continuando além do vale do rio Zambeze para formar a Escarpa Muchinga no leste da Zâmbia. No oeste, estende-se para o norte até a Namíbia e Angola. É a combinação desta escarpa e a aridez da África Austral que leva à falta de rios navegáveis nesta região.
Diferentes nomes são aplicados aos diferentes trechos da Grande Escarpa, sendo o trecho mais conhecido o Dracoberga (em vermelho na ilustração à direita). As Escarpas Pretas (ou Planalto Hanam e Schwarzrand) e a orla do Planalto de Khomas, na Namíbia, bem como a Serra da Chela, em Angola, também são nomes conhecidos.